# Badi (Sudán)
Badi fue un puerto medieval en el Mar Rojo. Fue el primer puerto establecido por los árabes en Bilād al-Sūdān, y floreció entre los años 600 y 1100 aproximadamente. Era un asentamiento de mercaderes que comerciaban entre las regiones del interior y Arabia. No parece haber caído bajo la autoridad de ningún Estado establecido.
Badi se ubicaba al sur del golfo de Akik, justo en la costa de la isla de Er Rih (al-Rīḥ) en lo que ahora es Sudán, cerca de la actual frontera con Eritrea. El pueblo de Akik, que da su nombre al golfo, se encuentra a unas 15 millas (24,1 km) al norte del sitio. Autoridades más antiguas, como The Red Sea y Gulf of Aden Pilot, identifican las ruinas de Er Rih con la antigua Ptolemais Theron, pero John Winter Crowfoot argumenta que Ptolemais es Aḳiḳ y las ruinas de Er Rih el Badi medieval.
La fuente más antigua que menciona el puerto de Badi es Al-Ṭabari, escrito en el siglo IX. Afirma que en 637 el califa Umar exilió allí al poeta Abu Miḥjan al-Thaḳafi, lo que indica que en esta fecha temprana era una mera colonia penal o lugar de exilio similar al archipiélago de Dahlak. Escribiendo casi al mismo tiempo, Ibn Abd al-Ḥakam menciona Badi como uno de los lugares sujetos al tratado realizado por el gobernador de Egipto, Ubayd Allāh ibn Ḥabḥāb (724–734), con el pueblo beja. Abd Allāh ibn Marwān, el segundo hijo del último califa omeya, Marwan II, pasó por el puerto en el año 750 mientras se exiliaba en Etiopía (Abisinia). El puerto también se menciona en los escritos de Ya'qubi, al-Hamdani y Yaqut al-Rumi.
Antes del surgimiento de Aidhab y Suakin, Badii era la puerta de entrada a Sudán para los árabes. Los mercaderes de Badi cambiaban peines y perfumes de Arabia por colmillos de elefante y huevos de avestruz de Etiopía. También comerciaron con los beja. El jefe de los beja de Zanafij era un musulmán que podía hablar árabe, y los comerciantes árabes de La Meca visitaron su capital en Baḳlīn, por lo que deben haber pasado por el puerto de Badi. Los comerciantes del puerto incluso viajaban tierra adentro hasta el valle del Nilo. El oro, probablemente de las minas de al-Shanka, se exportaba desde Badi.
Las razones del declive de Badi no son seguras. Su comercio parece haber estado orientado hacia el sur. Estaba mal situado para el comercio con los reinos nubios de Makuria y Aloa, y Dahlak proporcionaba un mejor puerto de entrada para el comercio con Etiopía. De esta manera, Badi fue perdiendo importancia, quedando relegada al comercio local con sus alrededores del interior. Aparentemente, la ciudad estaba en ruinas en 1170, cuando el poeta Ibn Qalaqis naufragó frente a la "isla de los mosquitos" (jazīrat al-nāmūs ) cerca de Dahlak. Informa en un poema que "las ruinas de Badi ... son como si estuvieran habitadas". H. E. Hebbert sugirió, basándose en su análisis de unas cuarenta cisternas, que los habitantes pueden haber tenido dificultades para mantener su suministro de agua libre de mosquitos, lo que puede haber acelerado el abandono del puerto.
Las ruinas de Er Rih fueron inspeccionadas por Crowfoot en 1911. Descubrió casas, calles, tiestos, vidrios, cien cisternas y varias lápidas con inscripciones en árabe. No se han encontrado en Badi piezas de cerámica de celadón de la dinastía Song, que se sabe que llegó importada a Suakin en el siglo XII, lo que es consistente con el presunto momento del abandono de la ciudad.